# Donus
Donus (??, Řím – 11. dubna 678 Řím) byl papežem od 2. listopadu 676 až do své smrti.

## Život
Byl synem Římana Mauricia.
Za jeho pontifikátu nechal vydláždit nádvoří před bazilikou sv. Petra. Nechal ozdobit mramorem sloupořadí vchodu do chrámu svatého Petra a důkladně opravit kostel svatého Pavla. Z kláštera Boecia v Římě nechal přeřadit do různých klášterů syrské mnichy, stoupence Nestoria, aby se v novém prostředí s jinou věroukou nenásilně zřekli svého bludu, což se stalo. Donus se také smířil s Maurem, biskupem Ravenským, který od císaře Konstancia (otce Konstantina Velikého) dostal a také přijal neodvislost od papeže. Za což byl biskup exkomunikován papežem Vitaliánem. Maurus uznal poslušnost papeži.
Donův pontifikát trval rok, pět měsíců a deset dní. Byl pohřben v bazilice sv. Petra.